# Háaleiti
Háaleiti (używana są również nazwy Háaleiti-Bústaðir oraz Háaleiti og Bústaðir; wymowa: [ˈhauːaˌleiːtʰɪ ɔɣ ˈpuːˌstaːðɪr̥]) – dzielnica administracyjna Reykjavíku, stolicy Islandii, położona w środkowej części miasta. Graniczy od zachodu z dzielnicą Hlíðar, od północy - z dzielnicą Laugardalur, od wschodu - z dzielnicami Árbær i Breiðholt, a od południa - z miastem Kópavogur. W 2010 roku zamieszkiwało ją 13,9 tys. osób.
W dzielnicy mieści się centrum handlowe Kringlan.